# Brasilomma enigmatica
Brasilomma enigmatica là một loài nhện thuộc chi đơn loài Brasilomma trong họ Gnaphosidae. Chúng thường xuất hiện ở Brazil.